# Comuna Trnovska vas
Trnovska vas (Občina Trnovska vas) este o comună din Slovenia, cu o populație de 1.208 locuitori (2004).

## Localități
Biš, Bišečki Vrh, Črmlja, Ločič, Sovjak, Trnovska vas, Trnovski Vrh